# Districtul Mae Suai
Mae Suai (în thailandeză แม่สรวย) este un district (Amphoe) din provincia Chiang Rai, Thailanda, cu o populație de 82.989 de locuitori și o suprafață de 1.428,61 km².

## Componență
Districtul este subdivizat în 7 subdistricte (tambon), care sunt subdivizate în 128 de sate (muban).
| Nr. | Nume        | În thailandeză | Sate | Locuitori |
| --- | ----------- | -------------- | ---- | --------- |
| 1.  | Mae Suai    | แม่สรวย         | 17   | 09,058    |
| 2.  | Pa Daet     | ป่าแดด          | 22   | 11,018    |
| 3.  | Mae Phrik   | แม่พริก          | 13   | 05,808    |
| 4.  | Si Thoi     | ศรีถ้อย          | 12   | 06,198    |
| 5.  | Tha Ko      | ท่าก๊อ           | 27   | 18,597    |
| 6.  | Wawi        | วาวี            | 25   | 24,996    |
| 7.  | Chedi Luang | เจดีย์หลวง       | 12   | 07,314    |